# Astomaspis ruficollis
Astomaspis ruficollis är en stekelart som först beskrevs av Cameron 1900.  Astomaspis ruficollis ingår i släktet Astomaspis och familjen brokparasitsteklar. Inga underarter finns listade.